# تمارا مانينا
تمارا إيفانوفنا مانينا (الروسية:Тама́ра Ива́новна Ма́нина، ولدت في 16 سبتمبر 1934) لاعبة جمباز أولمبية سوفيتية متقاعدة وعالمة رياضية.

 بطلة أولمبية مرتين في بطولة الفريق (1956 و 1964) ، بطلة العالم خمس مرات (ثلاث مرات في الفريق ومرة واحدة في الحركات الأرضية ومنصة القفز، حصلت على لقب ماستر في الرياضة لاتحاد الجمهوريات الاشتراكية السوفياتية عام 1957. كانت حكم دولي عام 1971.